# Sophie Evans
Sophie Evans, née Zsófia Szabó le 20 février 1976 à Szeged, est une actrice hongroise de films pornographiques.

## Biographie
Découverte dans un sex-club par un professionnel du X, elle commence à tourner dans quelques films en Grèce puis à Barcelone avec Toni Ribas. Elle signe ensuite un contrat avec Private Media Group pour lequel elle apparaît dans Up and Cummers 72 de Randy West.
Elle s'est illustrée dans plus de 200 films entre les années 1999 et 2005.

### Récompenses
Sophie Evans en a reçu au moins deux au FICEB :
- en 2003, de meilleure actrice[2] ;
- en 2007, un(e) Ninfa a toda una carrera (ninfa pour l'ensemble de sa carrière).

## Filmographie sélective
- 100% Blowjobs # 10
- 100% Masturbations # 1
- 110% Natural # 1
- All About Ass # 1, # 16
- Anal Angels # 3
- Anal Bandits
- Anal Hazard # 2
- Anal Perversions # 1
- Anal Toppers
- Ass Lovers # 1
- Blowjob Fantasies # 8, #16
- Gag Factor # 2
- Lex Steele XX - (clip)
- Lex The Impaler
- Max 2
- North Pole # 11
- Screw My Wife Please # 12
- Service Animals # 4
- Sodomania # 38